# John Agard
Pour les articles homonymes, voir Agard.
John Agard, né le 21 juin 1949 en Guyane britannique, est un poète, auteur pour la jeunesse et dramaturge afro-guyanien, vivant aujourd'hui en Grande-Bretagne. En 2012, il reçoit la Queen's Gold Medal for Poetry. Certains de ses poèmes, notamment Half-Caste et Checking Out Me History, sont étudiés par les élèves britanniques passant les GSCE depuis 2002.

## Biographie
Agard grandit à Georgetown, en Guyane britannique. Jeune, il aime écouter les commentaires de cricket à la radio et commence à faire les siens, ce qui le conduit s'intéresser et à aimer le langage. Il étudie, pour son A-level, l'anglais, le français et le latin. C'est au lycée qu'il écrit ses premiers poèmes.
Il quitte le système scolaire en 1967. Il enseigne ensuite les langues qu'il a étudiées et travaille dans une librairie locale. Il est par ailleurs sous-éditeur et journaliste pour le Guyana Sunday Chronicle, publiant deux livres alors qu'il est toujours en Guyane.
Son père s'installe à Londres et, en 1977, Agard déménage en Grande-Bretagne avec sa partenaire Grace Nichols, s'installant à Ironbridge, dans le Shropshire,. Il travaille pour le Commonwealth Institute et la BBC, à Londres.
Il reçoit en 1997 le Paul Hamlyn Award for Poetry, le Prix Cholmondeley en 2004 et, en 2012, la Queen's Gold Medal for Poetry.
En 2008, Agard est poète résidant au National Maritime Museum. Ses poèmes Half-Caste et Checking Out Me History font partie de l'anthologie AQA English pour les GCSE depuis 2002, ce qui signifie que de nombreux étudiants (ayant entre 14 et 16 ans) ont étudié ou étudient son œuvre pour leur examen d'anglais des GCSE.
Des archives littéraires constituées de « lettres et preuves liées à la poésie publiée de John Agard » sont conservées dans les collections spéciales de l'université de Newcastle, dans le Bloodaxe Books Archive.
En 2020, il est sélectionné pour représenter son pays, le Royaume-Uni, pour le Prix Hans-Christian-Andersen, dans la catégorie Auteur, prix international danois.
Aujourd'hui, il vit à Lewes, dans le Sussex de l'Est, avec sa partenaire, la poétesse guyanaise Grace Nichols.

## Œuvres

### En tant qu'auteur
- Shoot Me With Flowers. Georgetown, Guyana, 1974
- Letters for Lettie, and Other Stories. Bodley Head, 1979
- Dig Away Two-Hole Tim. Bodley Head, 1981
- Man to Pan. Casa de las Américas (Cuba), 1982
- I Din Do Nuttin, and Other Poems. Bodley Head, 1983
- Limbo Dancer in Dark Glasses. Greenheart, 1983
- Livingroom. Black Ink, 1983
- Mangoes and Bullets: Selected and New Poems 1972–84. Pluto Press, 1985
- Say It Again, Granny!. Bodley Head, 1986
- Lend Me Your Wings. Hodder & Stoughton, 1998
- Go Noah Go!. Hodder & Stoughton, 1990
- Laughter is an Egg. Viking, 1990
- The Calypso Alphabet. Collins, 1990
- No Hickory, No Dickory, No Dock (avec Grace Nichols). Viking, 1991
- The Emperor's Dan-dan. Hodder & Stoughton, 1992
- A Stone's Throw from Embankment: The South Bank Collection. Royal Festival Hall, 1993
- The Great Snakeskin. Ginn, 1993
- Grandfather's Old Bruk-a-Down Car. Bodley Head, 1994
- Oriki and the Monster Who Hated Balloons. Longman, 1994
- The Monster Who Loved Cameras. Longman, 1994
- The Monster Who Loved Telephones. Longman, 1994
- The Monster Who Loved Toothbrushes. Longman, 1994
- Eat a Poem, Wear a Poem. Heinemann Young Books, 1995
- Get Back, Pimple!. Viking, 1996
- We Animals Would Like a Word With You. Bodley Head, 1996
- From the Devil's Pulpit. Bloodaxe, 1997  (ISBN 1-85224-406-2)
- Brer Rabbit: The Great Tug-o-war. Bodley Head, 1998
- Points of View with Professor Peekabo. Bodley Head, 2000
- Weblines. Bloodaxe, 2000  (ISBN 1-85224-480-1)
- Come Back to Me My Boomerang (with Lydia Monks). Orchard, 2001
- Einstein, The Girl Who Hated Maths. Hodder Children's Books, 2002
- Number Parade: Number Poems from 0–100 (avec Jackie Kay, Grace Nichols, Nick Toczek et Mike Rosen). LDA, 2002
- Hello H20. Hodder Children's Books, 2003
- From Mouth to Mouth (avec Grace Nichols; illustré par Annabel Wright). Walker, 2004
- Baby Poems. Frances Lincoln Children's Books, 2005
- Half-Caste. Hodder & Stoughton, 2005
- Butter-Finger (avec Bob Cattell, illustraté by Pam Smy). Frances Lincoln Children's Books, 2006
- We Brits. Bloodaxe, 2006  (ISBN 978-1-85224-733-1)
- Wriggle Piggy Toes (avec Jenny Bent). Frances Lincoln Children's Books, 2006
- Shine On, Butter-Finger (avec Bob Cattell, illustré par Pam Smy). Frances Lincoln Children's Books, 2007
- Checking Out Me History, 2007
- The Young Inferno (illustrated by Satoshi Kitamura). Frances Lincoln Children's Books, 2008
- Tiger Dead! Tiger Dead!: Stories from the Caribbean (avec Grace Nichols, illustré par Satoshi Kitamura). Collins Educational, 2008
- Alternative Anthem: Selected Poems (avec DVD). Bloodaxe, 2009.  (ISBN 978-1-85224-823-9)
- Clever Backbone. Bloodaxe, 2009  (ISBN 978-1-85224-822-2)
- The Young Inferno (illustré par Satoshi Kitamura). Frances Lincoln Children's Books, 2009
- Goldilocks on CCTV (illustré par Satoshi Kitamura). Frances Lincoln Children's Books, 2011
- Travel Light Travel Dark. Bloodaxe, 2013.  (ISBN 978-1-85224-991-5)

### En tant qu'éditeur
- Life Doesn't Frighten Me At All. Heinemann, 1989
- A Caribbean Dozen (co-édité avec Grace Nichols). Walker Books, 1994
- Poems in My Earphone. Longman, 1995
- Why is the Sky?. Faber and Faber, 1996
- A Child's Year of Stories and Poems (avec Michael Rosen et Robert Frost). Viking Children's Books, 2000
- Hello New!: New Poems for a New Century. Orchard, 2000
- Under the Moon and Over the Sea (co-édité avec Grace Nichols). Walker Books, 2002

## Prix et distinctions
- Casa de las Américas Prize (Cuba) pour Man to Pan
- 1987 : Nestlé Smarties Book Prize (shortlist) pour Lend Me Your Wings
- 1995 : Nestlé Smarties Book Prize (Bronze Award) (catégorie 6-8 ans) pour We Animals Would Like a Word With You
- 1997 : Paul Hamlyn Award for Poetry
- 2004 : Cholmondeley Award
- 2007 : British Book Awards Decibel Writer of the Year pour We Brits
- 2009 : Centre for Literacy in Primary Education poetry award pour The Young Inferno[9]
- 2012 : Queen's Gold Medal for Poetry[10]
- 2020 :  Sélection Royaume-Uni du Prix Hans-Christian-Andersen, dans la catégorie Auteur[8]